# Propontocypris (Schedopontocypris) gaussi
Propontocypris (Schedopontocypris) gaussi is een mosselkreeftjessoort uit de familie van de Pontocyprididae. De wetenschappelijke naam van de soort is voor het eerst geldig gepubliceerd in 1908 door Müller.